# UAS7
UAS7 — це стратегічний альянс семи провідних університетів прикладних наук Німеччини із представництвами в Берліні (Німеччина), Нью-Йорку (США) та Сан-Леопольду (Бразилія). Разом вони мають 115 000 студентів, 2400 професорів, 16 000 іноземних студентів і майже 1200 університетів-партнерів по всьому світу.

## Університети прикладних наук
Університети прикладних наук були засновані на початку 1970-х років, щоб допомогти німецькій промисловості підтримувати свою міжнародну конкурентоспроможність. Завдяки своєму новому підходу вони ставлять вищу освіту на міцну академічну основу, засновану на практико-орієнтованій освіті та прикладних дослідженнях.

## Університети члени UAS7
- Берлінська школа економіки та права (Hochschule für Wirtschaft und Recht Berlin | HWR Berlin)
- Бременський міський університет прикладних наук (Hochschule Bremen)
- Гамбурзький університет прикладних наук (HAW Hamburg)
- TH Köln - Університет прикладних наук (Technische Hochschule Köln)
- FH Münster - Університет прикладних наук (FH Münster)
- Мюнхенський університет прикладних наук (Hochschule München)
- Університет прикладних наук Оснабрюка (Hochschule Osnabrück)

## Факти та цифри
|   | Університет  | Студенти | Міжнародні Студенти | Професори | Персонал | Факультети | Університети партнери | Бакалаврат | Магістратура |
| - | ------------ | -------- | ------------------- | --------- | -------- | ---------- | --------------------- | ---------- | ------------ |
| 1 | HWR Berlin   | 11 200   | 1 488               | 220       | 311      | 5          | 179                   | 24         | 14           |
| 2 | HS Bremen    | 8 500    | 1 500               | 160       | 400      | 5          | 355                   | 44         | 22           |
| 3 | HAW Hamburg  | 17 100   | 2 500               | 401       | 885      | 4          | 190                   | 38         | 39           |
| 4 | TH Köln      | 26 000   | 2 400               | 440       |          | 12         | 378                   | 50         | 50           |
| 5 | HS München   | 18 400   | 2 300               | 463       | 780      | 14         | 260                   | 43         | 42           |
| 6 | FH Münster   | 15 050   | 1 141               | 288       | 889      | 14         | 270                   |            |              |
| 7 | HS Osnabrück | 14 200   | 680                 | 325       | 950      | 4          | 296                   | 66         | 36           |